# Damien Perquis
Damien Perquis, född 10 april 1984 i Troyes, Frankrike, är en polsk före detta fotbollsspelare.
Han var uttagen i Polens trupp vid fotbolls-EM 2012.